# Containerisatie

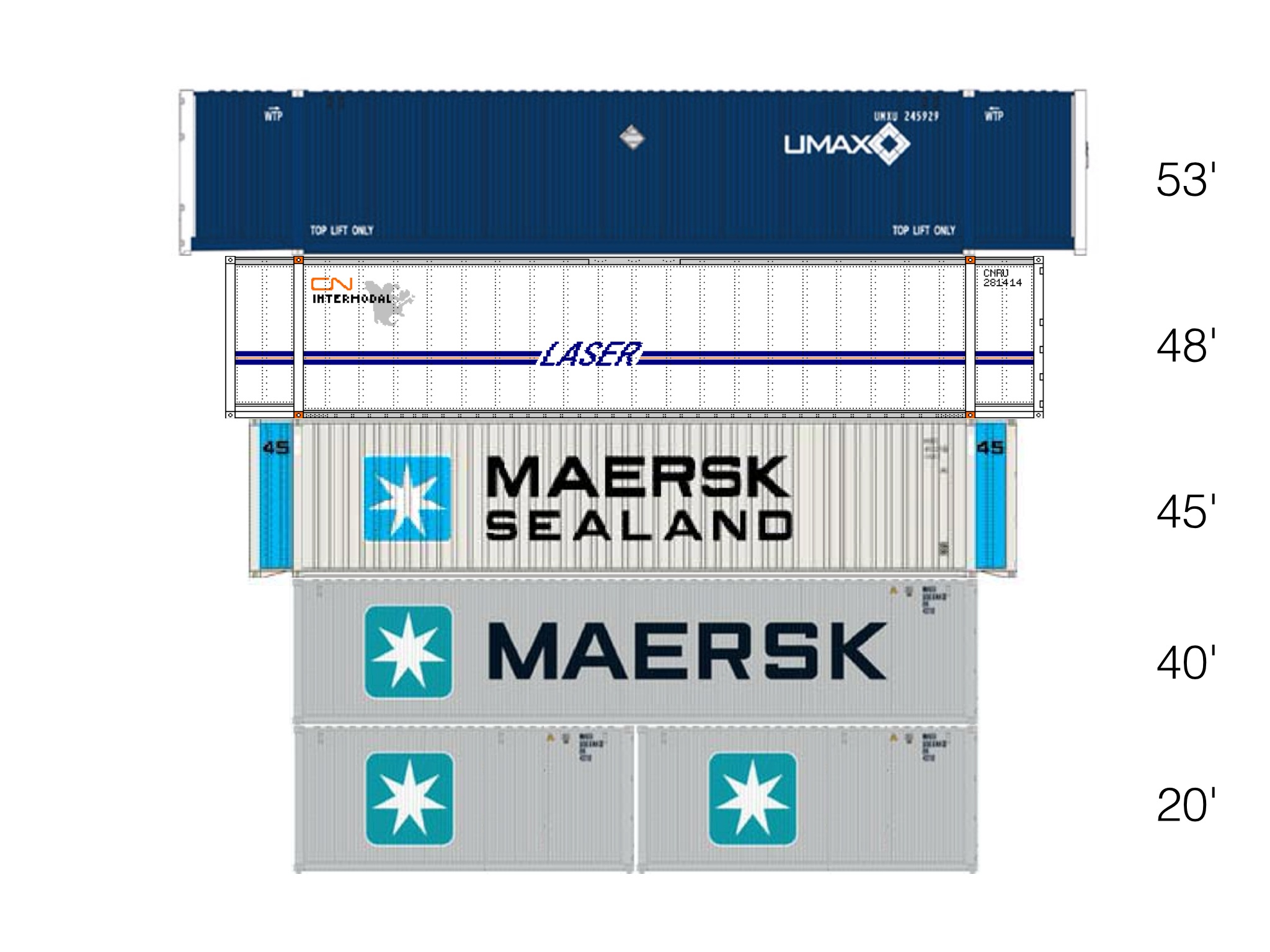
Verschillende standaardcontainerformaten.

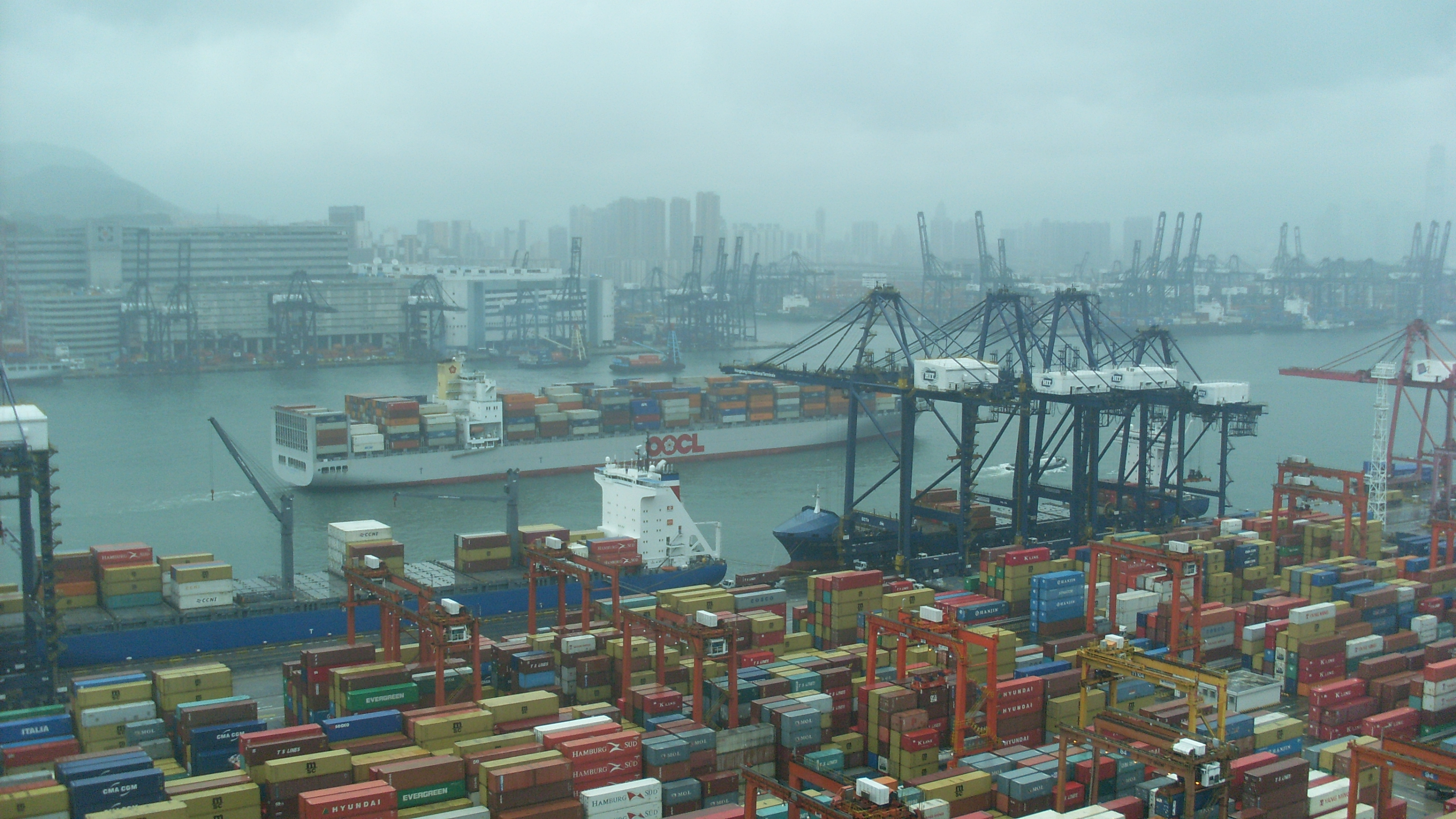
Een containerterminal en containerschip in de haven van Hong Kong.

Containerisatie is de ontwikkeling om bij het intermodaal goederenvervoer gebruik te maken van stalen standaard-laadkisten, ook wel zeecontainers of ISO-containers genoemd. 
De vrachtcontainers worden vervaardigd uit cortenstaal en hebben verschillende gestandaardiseerde afmetingen. Het systeem van maakt een zo efficiënt mogelijke wijze van overslag en vervoer mogelijk. De stalen kisten zijn zo ontworpen dat ze kunnen worden geladen, vervoerd en gelost op verschillende manieren. Er zijn zowel vorklifters als kranen die de containers kunnen hanteren. ISO-containers worden verzegeld naar hun, vaak internationale, bestemming vervoerd met speciaal daarvoor ingerichte containerschepen, containertreinen en vrachtwagens zonder dat ze onderweg geopend behoeven te worden. Het systeem is gemechaniseerd en in belangrijke havens grotendeels geautomatiseerd wat het werk eenvoudiger en veiliger maakt. Iedere container is genummerd en kan getraceerd worden met behulp van een computersysteem.

## Geschiedenis
Voor de containerisatie werd lading die moest worden vervoerd behandeld als stukgoed. Producten werden geladen in een vrachtwagen, trein of schip en naar de haven gebracht waar ze meestal werden opgeslagen in een pakhuis. Daar moest er gewacht worden op het eerst volgende schip dat de lading kon meenemen. Voor de lading aan boord ging werd het eerst op de kaai gelegd en vervolgens met de hand of per hijskraan in de laadruimtes van het schip gebracht. De handelingen namen veel tijd in beslag wat zorgde voor lange periodes in de haven.  
Het systeem werd ontwikkeld na de Tweede Wereldoorlog en heeft de vervoersmarkt drastisch veranderd. Het was een belangrijk element bij de mondialisering. Transportkosten daalden en transportcapaciteit werd sterk vergroot. Het handwerk bij de overslag verdween en er was veel minder behoefte aan tussentijdse opslag in pakhuizen. Havenarbeiders werden vervangen door machines. De laadtijd, en dus ook de tijd dat een schip in de haven lag, verminderde drastisch, wat dan weer zorgde voor minder verkeer in de havens. Hierdoor was er ook minder kans op schade en diefstal.
Anno 2014 is containerisatie veruit de meest gebruikelijke manier om stukgoed te vervoeren.